# 6.ª División Aerotransportada (Reino Unido)
La 6.ª División Aerotransportada británica (en inglés: 6th Airborne Division) fue una división aerotransportada del Ejército Británico creada en 1943 por la Segunda Guerra Mundial. Tras combatir en Normandía en junio de 1944, participó en otras batallas hasta el fin del conflicto.  La división fue disuelta el 1 de abril de 1948.
La División estaba formada por tres unidades, a saber:
- 3.ª Brigada Paracaidista (en inglés: 3rd Parachute Brigade)
- 5.ª Brigada Paracaidista (en inglés: 5th Parachute Brigade)
- 6.ª Brigada Aerotransportada (en inglés: 6th Airlanding Brigade)

## Batalla de Normandía

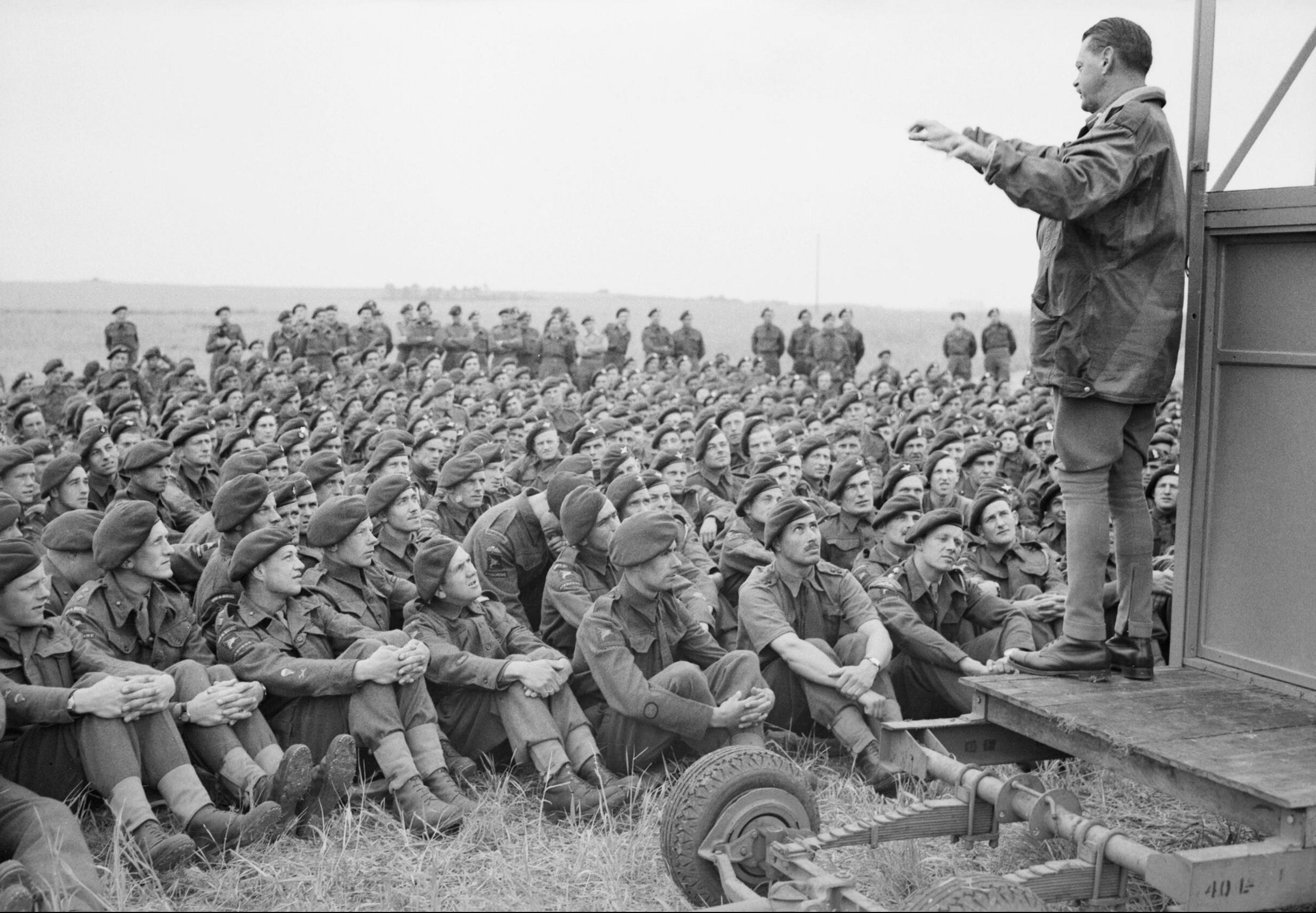
El general Richard Nelson Gale dirigiéndose a sus hombres antes de la batalla de Normandía.

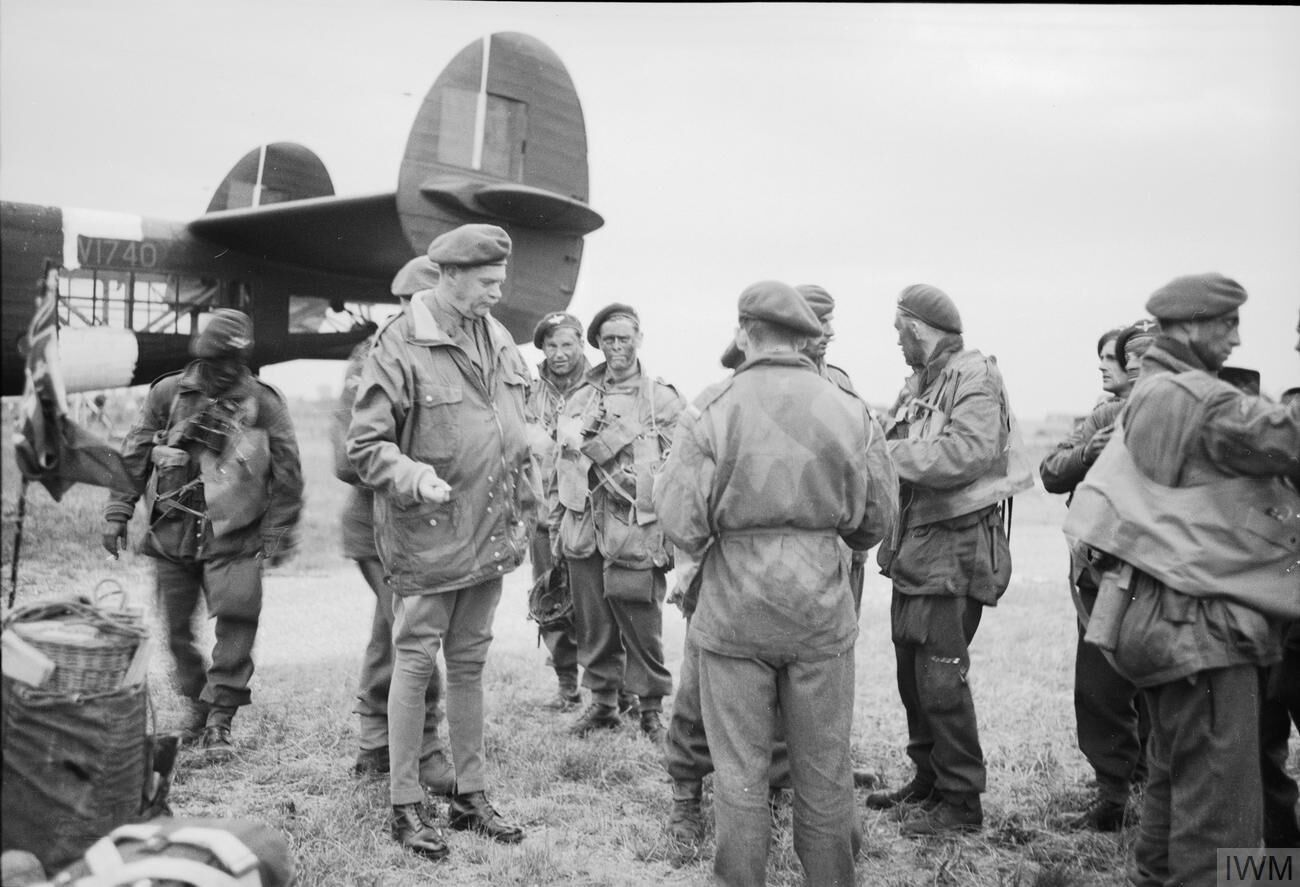
El general Gale con soldados de la 5.ª Brigada Paracaidista antes del salto en Normandía.

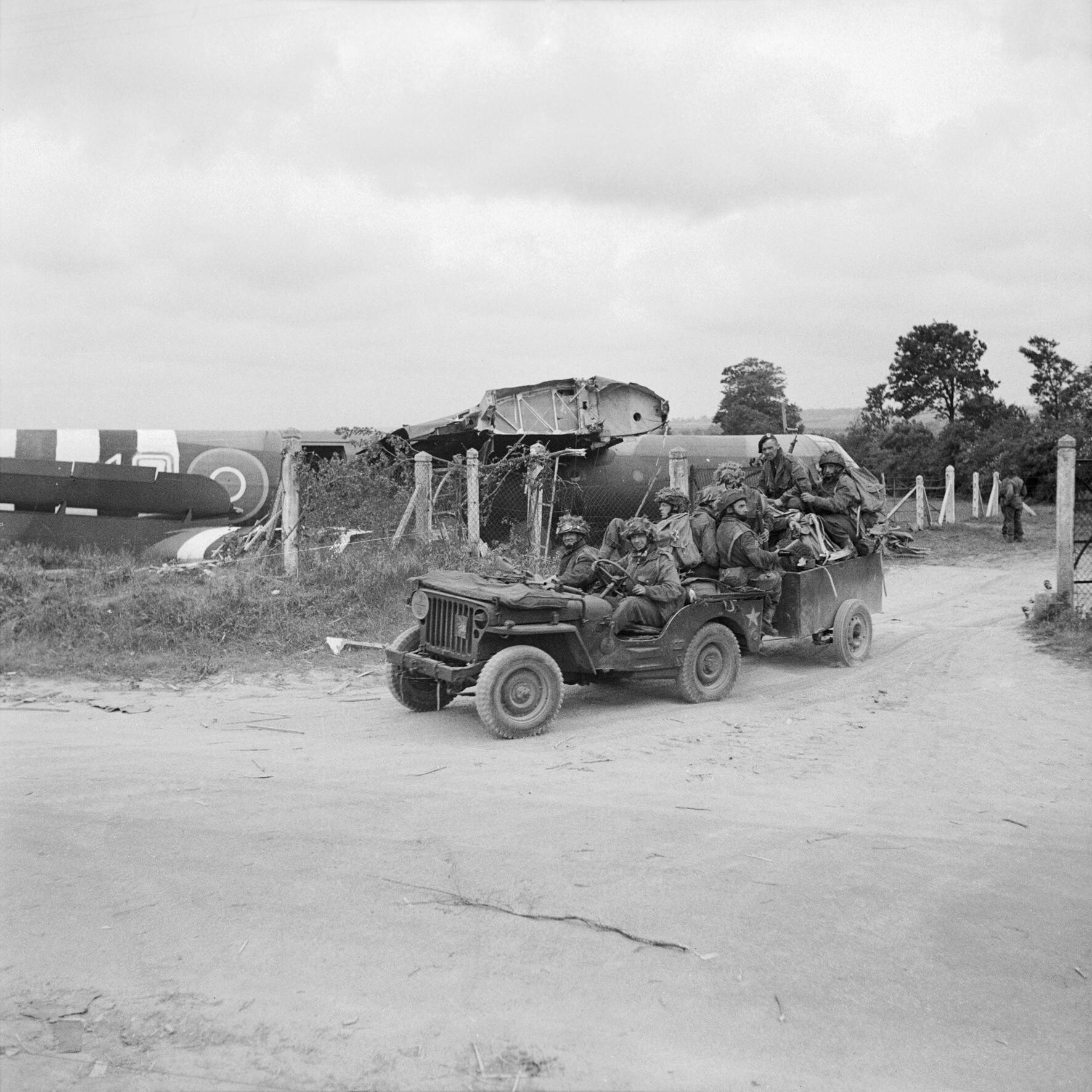
Hombres del 1st Battalion Royal Ulster Rifles, 6th Airlanding Brigade, pasando delante de uno de los planeadores que los llevó Francia.

Durante la noche del 5 al 6 de junio de 1944, durante la Operación Tonga, unidades de la 6.ª División Aerotransportada fueron de las primeras en participar en el desembarco en Normandía. Saltaron en paracaídas o fueron transportadas en planeadores a Normandía, en Francia, tras la playa de Sword Beach para dar cobertura al flanco este de la zona de desembarco aliada. Sus objetivos incluían la toma del puente sobre el canal de Caen (conocido como Pegasus Bridge) y del puente sobre el río Orne (conocido como Horsa Bridge) por parte de la compañía D, 2nd Ox & Bucks, al mando del mayor John Howard, así como la destrucción de la batería de artillería de la Wehrmacht destacada en la población de Merville por el 9.º Batallón Paracaidista del teniente coronel Terence Otway; las unidades de la 6.ª División Aerotransportada lograron alcanzar ambos objetivos. La Operación Tonga continuó mediante el lanzamiento en paracaídas de otras unidades de la División para mantener las posiciones alcanzadas en el sector ante los sucesivos contraataques efectuados por los alemanes.
El 12 de junio, durante el ataque a Bréville, cuando la artillería británica bombardeaba las posiciones alemanas, un obús cayó sobre una posición británica, alcanzando a un grupo de oficiales, resultando muerto el teniente coronel A.P. "Johnny" Johnson (CO 12 PARA), y quedando heridos de gravedad los brigadieres Kindersley (CO 6 Airlanding Brigade) y lord Lovat (CO 1 Special Service Brigade).
Entre junio y agosto, la División defendió con pleno éxito la zona situada al este del río Orne. El 2 de agosto pasó a integrarse en el 1.º Ejército Aerotransportado Aliado. A mediados de agosto, la 6.ª División Aerotransportada tomó parte en la ofensiva en dirección al río Sena, y a principios de septiembre fue retirada de primera línea y enviada a Gran Bretaña para un período de descanso y reorganización, tras haber perdido a 4.000 hombres entre muertos, heridos y desaparecidos.

## La batalla de las Ardenas
El 16 de diciembre, por orden de Adolf Hitler, la Wehrmacht lanzó una ofensiva, la llamada batalla de las Ardenas, en lo que sería su última ofensiva en el Frente Occidental, en el sector boscoso de las Ardenas, en Bélgica. La 6.ª División Aerotransportada fue expedida urgentemente a Bélgica para colaborar en los combates que rechazaron la ofensiva alemana. Dichos combates tuvieron lugar en medio de unas penosas condiciones climatológicas, y finalizaron hacia mediados del mes de enero de 1945.

## El paso del Rin

Confraternización con las tropas del Ejército Rojo, el 3 de mayo de 1945.

El 24 de marzo, la 6.ª División Aerotransportada británica tomó parte en la llamada Operación Varsity, consistente en el paso del río Rin, un día después de que las tropas de tierra atravesasen el río. Sin embargo, los alemanes les esperaban, con lo que la División sufrió importantes pérdidas, tanto en el aire como, posteriormente, ya en tierra. A pesar de ello, la operación se saldó con éxito, y la unidad avanzó posteriormente rápidamente en dirección hacia el este, hasta lograr hacer contacto con las tropas soviéticas del Ejército Rojo, en las cercanías del puerto de Wismar, a orillas del mar Báltico, a mediados del mes de abril, es decir, pocos días antes del final de la guerra en Europa, el 8 de mayo de 1945.

## Operaciones ulteriores
La  British 6th Parachute Brigade fue desplegada en Extremo Oriente en julio de 1945 para tomar parte en la campaña del Pacífico contra las tropas japonesas, debiendo ser seguida con posterioridad por el resto de la División. Sin embargo, los bombardeos atómicos sobre Hiroshima y Nagasaki por parte de las Fuerzas Aéreas del Ejército de los Estados Unidos (véase Bombardeos atómicos sobre Hiroshima y Nagasaki), que fueron seguidos por la capitulación del Japón el 2 de septiembre, pusieron fin a ese despliegue. La 5.ª Brigada fue empleada entonces en Malasia y Singapur para desarmar a las tropas de ocupación japonesas en esos territorios. La Brigada fue enviada posteriormente a Java, que en ese momento formaba parte de las Indias Orientales Neerlandesas, para participar en los primeros combates contra los insurgentes nacionalistas indonesios que intentaban evitar el regreso de los holandeses a su antigua colonia. La Brigada dejó Java tras la llegada de las primeras tropas procedentes de Holanda en abril de 1946.
El resto de la División había sido enviado mientras tanto al Mandato Británico de Palestina en septiembre de 1945, tomando parte en operaciones de seguridad contra organizaciones sionistas como el Irgún o el Lehi, que pretendían expulsar a los británicos del territorio. La 6.ª División Aerotransportada continuó llevando a cabo operaciones contra dichos grupos en difíciles condiciones hasta ser desmantelada el día 1 de abril de 1948, justo inmediatamente antes de que el Reino Unido abandonase Palestina.

## Mandos de la División
- Major-General Richard Nelson Gale (7 de mayo de 1943).
- Major General Eric Bols (8 de diciembre de 1944).
- Major-General James Cassels  (1946)
- Major-General Hugh Stockwell (agosto de 1947)

## Componentes de la División
Composición detallada de la unidad en el momento de la batalla de Normandía, en junio de 1944:

### British 3rd Parachute Brigade(BrigadierJames Hill)
- 8th (Midland Counties) Parachute Battalion (teniente coronel Alastair Pearson)
- 9th (Eastern and Home Counties) Parachute Battalion (teniente coronel Terence Otway)
- 1st Canadian Parachute Battalion (teniente coronel George Bradbrooke)
- 3rd Airlanding Anti-Tank Battery, Royal Regiment of Artillery (mayor Nick Crammer)
- 3rd Parachute Squadron, Corps of Royal Engineers (mayor Tim Roseveare)
- 224th Parachute Field Ambulance, Royal Army Medical Corps|RAMC (teniente coronel D. H. Thompson)

### British 5th Parachute Brigade(BrigadierNigel Poett)
- 7th (Light Infantry) Parachute Battalion (teniente coronel Richard Geoffrey Pine-Coffin)
- 12th (Yorkshire) Parachute Battalion (teniente coronel Anthony Percival Johnson, Johnny Johnson)
- 13th (Lancashire) Parachute Battalion (teniente coronel Peter Luard)
- 4th Airlanding Anti-Tank Battery (mayor Peter Dixon)
- 591st Parachute Squadron (mayor Wood)
- 225th Parachute Field Ambulance, RAMC (Lieutenant-Colonel Bruce Harvey)

### British 6th Airlanding Brigade(BrigadierHugh Kindersley)
- 12th Battalion, The Devonshire Regiment (teniente coronel Dick Stevens)
- 2nd Battalion, The Oxfordshire and Buckinghamshire Light Infantry (teniente coronel Michael Robert)
- 1st Battalion, Royal Ulster Rifles (teniente coronel Jack Carson)
- 249th (Airborne) Field Company, RE (mayor Sandy Rutherford)
- 195th Airlanding Field Ambulance, RAMC (teniente coronel Bill Anderson)

### Unidades divisionarias
- 53rd (Worcestershire Yeomanry) Airlanding Light Regiment, RA (teniente coronel Tony Teacher)
- 2 Forward (Airborne) Observation Unit, RA (mayor Harry Rice)
- 2nd Airlanding Light Anti-Aircraft Battery, RA (mayor W. A. H. Rowatt)
- 6th Airborne Divisional Postal Unit, RE (capitán JCG Hine RE)
- 22nd Independent Parachute Company (mayor Francis Lennox-Boyd)
- 6th Airborne Armoured Reconnaissance Regiment (teniente coronel Godfrey Stewart)
- 6th Airborne Division Signals (teniente coronel D. Smallman-Tew)
- 63rd Composite Company, Royal Army Service Corps (RASC) (mayor A. C. Billie-Top)
- 398th Composite Company, RASC (mayor M. E. Phipps)
- 716th Composite Company, RASC (mayor E. C. Jones)
- 6th (Airborne) Divisional Ordnance Field Park, RASC (mayor W. L. Taylor)
- 6th (Airborne) Divisional Workshops, Royal Electrical and Mechanical Engineers (REME) (mayor E. B.Bonniwell)
- 10th Airlanding Light Aid Detachment, REME
- 12th Airlanding Light Aid Detachment, REME
- 6th (Airborne) Divisional Provost Company, Corps of Military Police, (CMP) (capitán Irwin)
- 317th Field Security Section, Intelligence Corps (capitán F G MacMillan / capitanes Donaldson-Loudon)

### Unidades vinculadas
- The Glider Pilot Regiment
  - No. 1 Wing (teniente coronel Iain Murray)
  - No. 2 Wing (teniente coronel John Place)
- HQ, 245th Provost Company, Royal Military Police (CMP)